# McCord (Oklahoma)
McCord – jednostka osadnicza w Stanach Zjednoczonych, w stanie Oklahoma, w hrabstwie Osage.